# アブシェロン半島

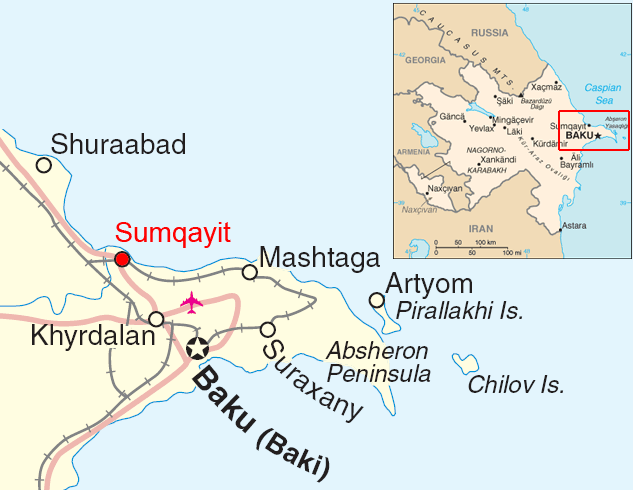
アブシェロン半島

アブシェロン半島（アブシェロンはんとう、アゼルバイジャン語: Abşeron yarımadası、露: Апшеронский полуостров）はアゼルバイジャン東部にある半島。カスピ海に向けてほぼ真東にのびている。長さ約60km、最大幅30km、先端はタレムイ岬。丘陵がちの地形であり、周辺にはバクー油田がある。首都となるバクーや工業都市のスムガイトが存在する。